# 月魯不花
月鲁不花（1308年—1366年），字彦明，逊都思氏，元朝政治人物，赤老温五世孙，察剌曾孙，脱帖穆耳的儿子。
元顺帝元统元年（1333年）进士，授将仕郎、台州路录事司达鲁花赤。首倡建孔子庙，延请儒士为师，以教后进。至正元年（1341年），任行都水监经历。改集贤待制，除吏部员外郎。脱脱南征红巾军时，奉命至江浙籴米，负责粮饷供应。历任吏部郎中、监察御史，请皇帝以老成持重之人辅佐太子。升吏部侍郎，铨选于江浙，时称其公允。后历官工部侍郎、保定路达鲁花赤、吏部尚书。至正十七年（1357年），守卫保定，抵挡红巾军北上。改任大都路达鲁花赤，以刚正称。后用招降办法谕纳占据永平的农民起义领袖程思忠。担任翰林院侍讲学士、后拜江南行御史台中丞，既而除浙西肃政廉访使。以地为张士诚所有，避往庆元路，后来改任山南道廉访使。赴任时浮海北行，在铁山遇倭寇，被害。谥号忠肃，追封邓国公。

## 延伸阅读
[在维基数据编辑]
 《元史/卷145》，出自宋濂《元史》
 《新元史/卷121》，出自柯劭忞《新元史》